# Bisanal, Basavana Bagevadi
Bisanal là một làng thuộc tehsil Basavana Bagevadi, huyện Bijapur, bang Karnataka, Ấn Độ.